# Jean-Louis Demiéville
Pour les articles homonymes, voir Demiéville.
Jean-Louis Demiéville, parfois appelé simplement Louis Demiéville, né le 28 avril 1809 à Chavornay et mort le 12 novembre 1876 à Yverdon, est un avocat, un juge et une personnalité politique suisse.

## Biographie
De confession protestante, originaire de Villarzel, de Sédeilles et de Rossens (les deux dernières étant depuis 2006 des localités de la commune de Villarzel), Jean-Louis Demiéville est le fils de Jean Rodolphe Benjamin Demiéville, pasteur. Il reste célibataire. Après des études de droit à Lausanne, il obtient son brevet d'avocat en 1833. Il exerce comme avocat à la cour d'appel entre 1834 et 1844 et en 1846, puis comme avocat et notaire à Yverdon de 1839 à 1862. Il est par la suite juge suppléant au tribunal cantonal de 1869 à 1876. Il est en outre un des principaux rédacteurs du Journal d'Yverdon à partir de 1843 et est major dans l'armée suisse.

### Parcours politique
Jean-Louis Demiéville est député conservateur au Grand Conseil vaudois de 1832 à 1845 et de 1853 à 1870. Il est en parallèle député à la Diète fédérale de 1841 à 1843 et Conseiller d'État dès 1844 ; il y est responsable du département militaire. Il s'allie aux idées du Sonderbund en s'opposant à l'expulsion des Jésuites, se dressant ainsi contre les radicaux d'Henri Druey. Son élection est considérée par certains comme un des catalyseurs de la Révolution radicale de 1845 à la suite de laquelle il est évincé du Conseil d'État. Il est en outre Conseiller national du 7 décembre 1857 à sa mort,,,.